# Betelkerk (Turku)
De Betelkerk (Fins: Betel-kirkko/Zweeds:Betelkyrka) is een kerk in de Finse stad Turku. De kerk werd als een lutherse kerk in 1906 ontworpen door de Finse architect Frithiof Strandell. In 1929 werd hier een klokkentoren aan toegevoegd, ontworpen door Erik Bryggman. De kerk is sinds 1986 in bezit van de adventisten.